# مذبحة خيوس (لوحة)
مذبحة خيوس ((بالفرنسية: Scène des massacres de Scio)‏ هي ثاني لوحة زيتية رئيسية للفنان الفرنسي يوجين ديلاكروا.[A] يبلغ طول اللوحة أكثر من أربعة أمتار، ويُظهر بعض الرعب من الدمار الذي خلفته الحرب في جزيرة خيوس في مذبحة خيوس. واللوحة على شكل إفريز تظهر أشخاصا يعانون، وآثار الدمار الذي تحدثه الحرب، كما تهتم بإظهار الملابس الملونة والمزخرفة، وكذلك مشاهد الرعب والمرض، والموت. والخلفية عبارة عن مشهد من الخراب الواسع الانتشار.
كانت اللوحة تعتبر شيئا فريدا في ذلك العصر، فلم يكن من المعتاد رسم صورة لخراب أو دمار بين المدنيين. وليس في اللوحة شخصية بطولية للموازنة بينها وبين الضحايا المحطمين، وليس هناك ما يشير إلى وجود أي مظهر من مظاهر الأمل بين الخراب واليأس. في اللوحة تأكيد على قسوة المعتدي، وعلى الاستسلام الكئيب المحزن للضحايا، وأدى ذلك إلى اتهام النقاد بأن ديلاكروا ربما حاول إظهار بعض التعاطف مع المحتلين المتوحشين. اكتملت اللوحة وعرضت في صالون عام 1824 وهي معلقة في متحف اللوفر في باريس.

## المذبحة
بدأ الهجوم عسكري على سكان جزيرة خيوس من قبل القوات العثمانية في 11 أبريل 1822 واستمر لعدة أشهر حتى الصيف في نفس العام. أسفرت الحملة عن مقتل عشرين ألف مواطن، وترحيل ما يقرب من سبعين ألف ساكن وتحويلهم إلى عبيد.  

## التكوين
تأثر ديلاكروا بلوحة «طوافة ميدوسا» لمواطنه الرسام الفرنسي تيودور جيريكو، وهي لوحة فيها كموديل لكي يرسم بها كشاب في المقدمة بذراعه الممدودة. الترتيب الهرمي الذي يحكم لوحة جيريكو يماثل الأشكال الموجودة في مقدمة «مذبحة خيوس». علق ديلاكروا على هذا التخطيط غير السيء للشخصيات قائلا: «يجب على المرء أن يملأ الفراغات؛ فإذا كانت أقل طبيعية، فستكون أكثر جمالا وروعة. إنني أتمنى أن يتماسك كل شيء معا!»  إن التجميع الكثيف للأحرف في المقدمة يتناقض بشكل ملحوظ مع المساحات المفتوحة والمشتتة خلفها. يظهر تشكيل الأرض والبحر والضوء والظل على شكل مجموعات من الألوان المنجرفة تتداخل بلا فتور مع بعضها البعض، ويبدو أن ديلاكروا يتخلى عن قوانين المنظور كلها في رسمه للسحب. التأثير الكامل لهذه الخلفية هو الإيحاء بالانفتاح والانحلال واللامركزية. الناقد في الجمال الفني هاينريش فولفلين حدد هذه التقنية، وصنفها بأنها شكل تكتوني.

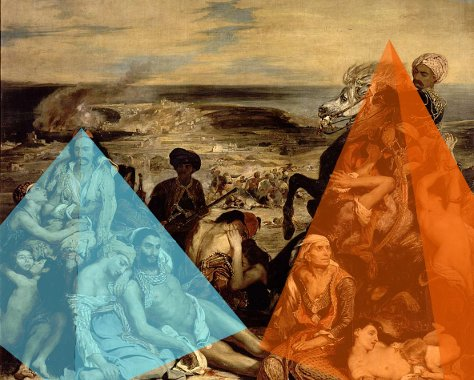
تتكون اللوحة في معظمها من هرمين بشريين

وتصور اللوحة أسر ثلاثة عشر مدنيا - وهم رجال ونساء وأطفال - بهدف قتلهم أو استعبادهم.ويظهرون في اللوحة بشكل قاسي في مستوى مسطح؛ وهم متهالكون ومشتتون وفي حالة فوضى متهالكة وغير منظمة وغير موزعة بالتساوي. يتألف ترتيبهم بشكل أساسي من هرمين بشريين - أحدهما على يسار اللوحة، ويبلغ ذروته في الرجل ذي الطربوش الأحمر، والهرم الآخر على اليمين، ويبلغ ذروته في الجندي. تحتوي المنطقة الواقعة بين الهرمين على جنديين في الظل وضحيتين يونانيتين - شاب تحتضنه شابة. أما الرجلان في في في الهرم على اليسار فهما مصابان. الرجل الموجود في المقدمة يشارف على الموت، ويبدو أن الرجل الواقف على رأس المجموعة غير قادر على القيام بالدفاع عن نفسه. وينظر في اتجاه الأطفال المعذبين أمامه، لكن نظراته لا تسقط عليهم. هذا الانفصال الظاهر، إلى جانب نظرات الرجل المحتضر في الفراغ للرجل المحتضر، يضفي على هذه المجموعة جوًا من الاستسلام اليائس.

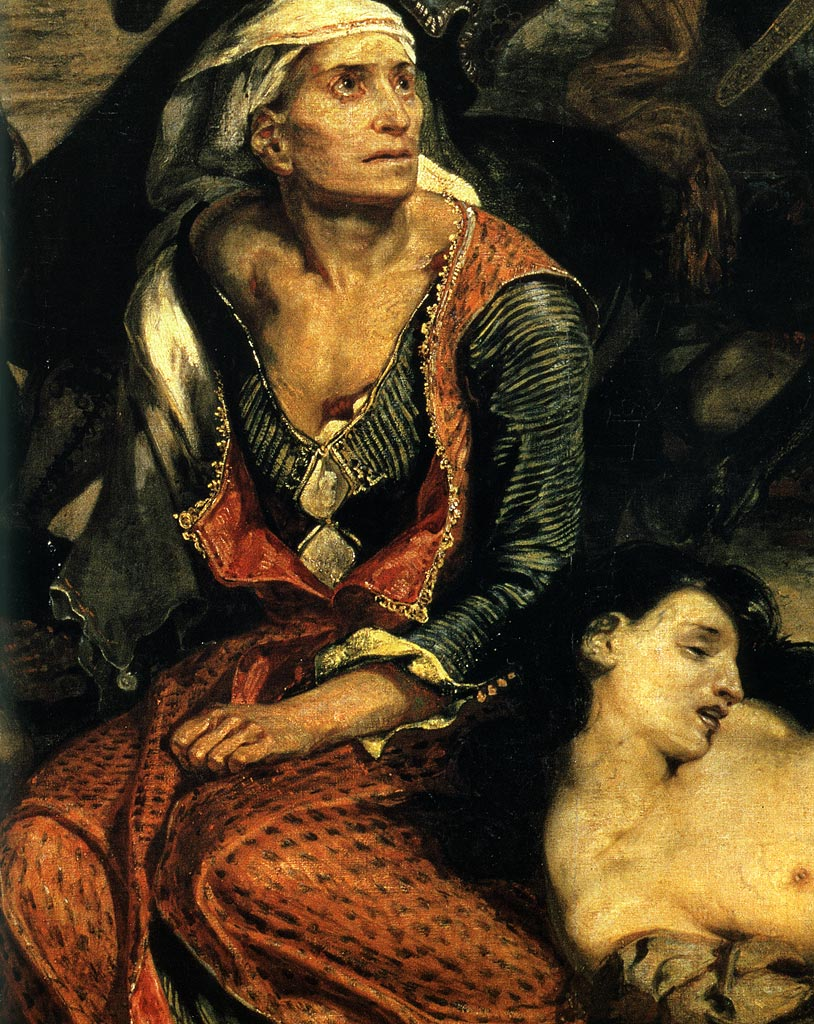
صورة المرأة العجوز في أسفل اللوحة

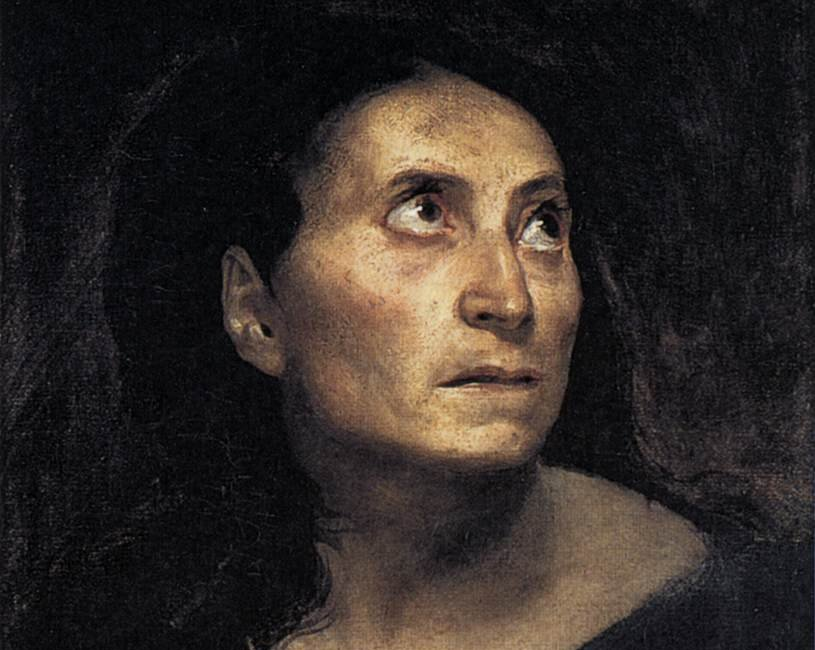
جزء من دراسة بعنوان "رأس امرأة" 1823.

في المقابل، فإن الهرم البشري إلى يمين اللوحة لديه قوة دفع رأسية قوية. انحناء المرأة المقيدة بالحصان، والشخص الممتد إلى أعلى إلى يسارها، ولبدة الحصان المروعة، وشخصية الجندي المسيطرة والملتوية والشخصية الملتوية والقائدة للجندي عليها، كل ذلك يعطي ديناميكية للتجمع عندما يرتفع. ولكن عند أسفل الهرم، ترفع امرأة عجوز رأسها لتحدق في السماء، وإلى يمينها طفل يبحث عن رعاية أمه ويشد جثتها بقبضته.
وعن خلفية اللوحة تقول إليزابيث أ. فريزر أن «الخلفية تقطع مركز بناء اللوحة وتسقط بشكل غير مفهوم وتعود من مجموعة الشخصيات [في المقدمة].» هذا الترتيب الدرامي يقسم الصورة إلى أجزاء، مع كتل من الأجسام المتشابكة، ونظرات متناثرة وتفاصيل أخرى تتنافس على جذب انتباه المشاهدين. في منتصف اللوحة، تتكشف أشكال أخرى من الكارثة الإنسانية، والخلفية هي عرض غير متساوٍ للبيوت المحترقة والمنهوبة والأرض المحروقة. تم تلوين معظم أفق البحر الأبيض المتوسط بألوان ترابية قاتمة، ولا يتخللها سوى الدخان، ولبدة الحصان الجامح ورأس الجندي.

## الشخصيات
يكشف ديلاكروا خلال عدد من الكتابات في مذكراته عن رغبة في محاولة الابتعاد عن رسم الأشخاص بأسلوب أكاديمي سليم وبعضلات مثالية كما في عمله السابق «دانتي وفرجيل في الجحيم».   وتوجد دراستان عمل عليهما ديلاكروا في ذلك الوقت، وهما «رأس امرأة» و«فتاة جالسة في مقبرة»، وهما تظهران مزيجًا من المثالية التصويرية والبساطة الواضحة واللتان كان يسعى جاهداً لدمجهما في عمله الأكبر. ومع ذلك، فإن المعالجة النهائية للشخصيات في تلك اللوحة أقل تماسكا من هاتين الدراستين. جسد القتيل (أو المحتضر) في المقدمة مرسوم بشكل مفرط لونيا، في تناقض مع التصوير النموذجي للعرايا إلى اليمين، وكذلك التصوير التخطيطي للطفل بأسلوب أشبه بأسلوب فيرونيز.

## التاريخ
في 15 سبتمبر 1821، كتب ديلاكروا إلى صديقه ريموند سولييه أنه يريد أن يصنع لنفسه شهرة من خلال رسم مشهد من الحرب بين العثمانيين واليونانيين، وعرض هذه اللوحة في الصالون. في هذا الوقت لم يكن ديلاكروا مشهورًا، ولم يكن عليه بعد أن يرسم لوحة يفترض أن تعرض للجمهور العام. في هذا المعرض، قرر أن يرسم لوحة «دانتي وفيرجيل في الجحيم»، ولكن في فترة عرض هذه اللوحة للجمهور في أبريل 1822، وقعت الفظائع المريعة في مذبحة خيوس بكل وحشية. في مايو 1823، قرر ديلاكروا رسم لوحة عن تلك المذبحة.
عندما افتتح الصالون عام 1824 في 25 أغسطس - وهو تاريخ متأخر على غير العادة لهذه المؤسسة - عرضت لوحة ديلاكروا هناك كقطعة معروضة برقم 450 بعنوان «مشاهد من مذبحة خيوس، العائلات اليونانية تنتظر الموت أو العبودية». تم تعليق اللوحة في نفس الغرفة التي تضم لوحة إنغري بعنوان «عهد لويس الثالث عشر». كان هذا العرض لعملين يمثلان مثل هذه الأساليب المختلفة للتعبير عن الشكل بمثابة بداية التنافس بين الفنانين. اعتقد ديلاكروا أن هذه هي اللحظة التي بدأت فيها الأكاديمية تعتبره «موضع كراهية».
وقال كل من دوماس وستيندال أنها اعتقدا أن اللوحة هي تصوير لطاعون، وهذا كان صحيحا بشكل ما. ويصف غروس الذي درس ديلاكروا لوحته «طاعون يافا»، تلك اللوحة بأنها «مذبحة للرسم». وقال إنغري أن اللوحة تجسد الحمي والصرع للفن الحديث. لكن اللوحة تلقت مديحا من النقاد جيروديه وتيير. واعتبرت اللوحة جيدة كفاية لتقوم الدولة بشراءها لمتحف لوكسمبورغ بمبلغ 6 آلاف فرانك فرنسي. وأثار شراء اللوحة صراعات في إدارة الترميم، ورغم ذلك حين قام الكونت دو فوربان مدير المتاحف الملكية بشراء اللوحة بدون الموافقة الرسمية من الملك، اعتبر ذلك إجراءً محفوفاً بالمخاطر من الناحية السياسية. في نوفمبر 1874 نقلت اللوحة إلى متحف اللوفر.

## في اليونان
وتوجد نسخة من اللوحة، أنجزت تحت إشراف ديلاكروا في مرسمه من قبل أحد طلابه، وهي معروضة في متحف أثينا الحربي.. في عام 2009، عُرضت نسخة من اللوحة في المتحف البيزنطي المحلي في خيوس. تم سحبها من المتحف في نوفمبر 2009 في «مبادرة حسن النية» لتحسين العلاقات اليونانية التركية. ومع ذلك احتجت الصحافة اليونانية على إزالتها.  وعادت النسخة الآن للعرض في المتحف.